# Jhelum (Pakistan)
Pour les articles homonymes, voir Jhelum.
Jhelum, ou Jhilam (en ourdou : جہلم) est une ville située dans le nord du Pendjab et le district de Jhelum au Pakistan. Jhelum se trouve au bord de la rivière Jhelum. Au XVIe siècle, le Grand Trunk Road passe par la ville. 
Selon le  recensement de 2023, Jhelum compte près de 300 000 habitants. Le nom de la ville provient de l'expression Jal (eau pure) et Ham (neige), comme la rivière Jhelum qui vient de l'Himalaya. Les principales industries de la cité comprennent la production du tabac, le bois, le marbre, le verre et les minoteries.

## Histoire

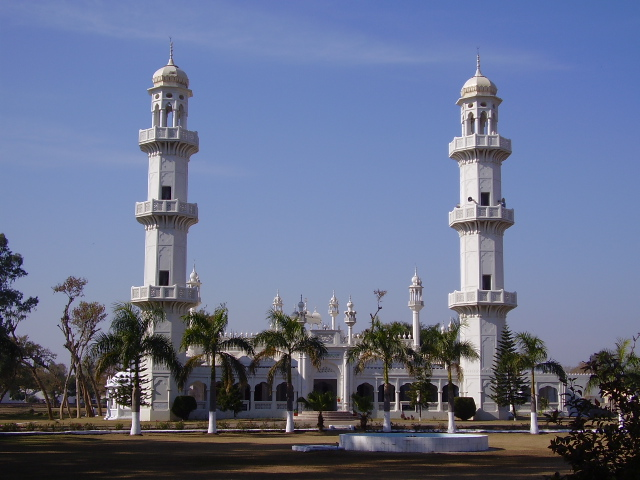
Une mosquée à Jhelum.

Jhelum se trouve tout près du site de la célèbre bataille de l'Hydaspe entre les armées d'Alexandre le Grand et le Râja Pôros. Cette bataille a eu lieu le long des rives de Jhelum. La ville, appelée à l'origine Bucephalia, a été fondée afin de commémorer la mort du cheval d'Alexandre, Bucéphale. À proximité, il y a également l'historique Fort de Rohtas datant du XVe siècle, un autre fort historique de l'ère sikh situé à l'arrière du stand principal de bus près et du chemin de fer Phatak Jhelum, maintenant utilisés comme magasins sous les administrations des chemins de fer et également Tilla Jogian, une histoire de plusieurs siècles dans ce domaine.

## Démographie
La population de la ville a été multipliée par près de trois entre 1972 et 2017, passant de 70 157 habitants à 190 425. Entre 1998 et 2017, la croissance annuelle moyenne s'affiche à 1,4 %, largement inférieure à la moyenne nationale de 2,4 %.  En 2023, la population de la ville monte à 312 426 habitants.
La ville est essentiellement pendjabie, puisque près de 83 % des habitants en parlent la langue, tandis qu'environ 11 % des habitants ont l'ourdou pour langue maternelle, et on compte une petite minorité de Pachtounes (4 %).
Essentiellement musulmane, la ville inclut une petite minorité chrétienne, comptant plus de 8 000 fidèles, presque 3 % des habitants de la ville.
Le taux d'alphabétisation de la ville s'élève à 85 % en 2023 (contre une moyenne nationale de 61 %), dont 88 % pour les hommes et 83 % pour les femmes.
|            | 1972 (rec.) | 1981 (rec.) | 1998 (rec.) | 2017 (rec.) | 2023 (rec.) |
| ---------- | ----------- | ----------- | ----------- | ----------- | ----------- |
| Population | 70 157      | 106 462     | 147 392     | 190 425     | 312 426     |